# Jan Jacob Thomson (1882-1961)
Jan Jacob Thomson (Bredevoort, 14 januari 1882 - Baarn, 1 januari 1961) was een Nederlands predikant en letterkundige.
Hij was een lid van het patricische, voornamelijk militaire geslacht Thomson en een zoon van Dirk Christoffel Henricus Thomson, postbeambte, en Aleida Schuimer. Hij was een kleinzoon van de militair Jan Jacob Thomson (1784-1858). Hij trouwde in 1908 met Wilhelmina Wrede en in 1923 met Ida Christina Wentholt (1890-1972). Thomson werd begraven op de Nieuwe algemene begraafplaats Baarn.

## Loopbaan
Jan Jacob Thomson studeerde theologie te Utrecht. In 1908 werd hij Hervormd predikant in Hoogland (1908-1920). Vervolgens was hij van 1920-1923 journalist. Hierna werd hij voorganger van de Nederlandse Protestantenbond, eerst in Varsseveld, vanaf 1933 in Bilthoven en tot slot vanaf 1938 op het adres Eemnesserweg 62 in Baarn waar hij in 1952 met emeritaat ging.
Hij publiceerde zijn eerste gedicht, Tammuz, in 1905, enkele jaren later gevolgd door de dichtbundel De pelgrim met de lier (1911).
In 1915 ging hij Russisch studeren en vertaalde daarna De idioot van Fjodor Dostojevski. Hij schreef ook verschillende religieuze liederen.
Hij werd bij de oprichting redacteur van het tijdschrift Omhoog, vanaf 1918 spreekbuis van de Barchembeweging.
- Biografisch Portaal: 13505985
- Digitale Bibliotheek voor de Nederlandse Letteren: thom012
- Library of Congress Control Number: no2010042543
- Nederlandse Thesaurus van Auteursnamen: 070254176
- Virtual International Authority File: 285266809
- WorldCat: E39PBJfh7Dr8mK3qC3mq7GJdQq